# قرار مجلس الأمن التابع للأمم المتحدة رقم 724
قرار مجلس الأمن التابع للأمم المتحدة رقم 724، المعتمد بالإجماع في 15 ديسمبر 1991، وبعد أن أعاد المجلس تأكيد القرارين 713 (1991) و721 (1991) وأحاط علما بتقرير الأمين العام خافيير بيريز دي كوييار بشأن الحالة في جمهورية يوغوسلافيا الاتحادية الاشتراكية، وافق المجلس على المضي قدما بمقترحات لعملية لحفظ السلام في يوغوسلافيا، وقرر إنشاء لجنة تابعة ل مجلس الأمن ل النظر في المسائل المتعلقة بحظر توريد الأسلحة إلى البلد.
وطلب المجلس، متصرفا بموجب الفصل السابع من ميثاق الأمم المتحدة، إلى جميع الدول الأعضاء أن تبلغ عن التدابير التي اتخذتها لتنفيذ حظر عام وكامل على جميع الأسلحة والمعدات العسكرية إلى يوغوسلافيا. كما قرر إنشاء لجنة تابعة لمجلس الأمن للنظر في التدابير التي اتخذتها الدول الأعضاء، بما في ذلك انتهاكات الحظر وسبل تعزيزها، التي تطلب من جميع الدول الأعضاء أن تتعاون مع اللجنة. وسيتم توسيع نطاق صلاحيات اللجنة لتشمل مجالات أخرى في القرارات اللاحقة المتعلقة بالحالة.
كما شجع القرار الأمين العام على مواصلة الجهود الإنسانية في يوغوسلافيا، بالتعاون مع الدول الأعضاء والمنظمات الدولية لتلبية احتياجات السكان المدنيين.

## وصلات خارجية
- نص القرار في undocs.org